# Микола Лукаш (монета)
«Мико́ла Лу́каш» — ювілейна монета номіналом 2 гривні, випущена Національним банком України. Присвячена 100-річчю від дня народження Миколи Лукаша — одного з найвидатніших перекладачів з феноменальним лінгвістичним обдаруванням і дивовижною ерудицією — перекладав з 18 мов світу. Микола Олексійович Лукаш — лексикограф, літературознавець, якому був властивий пошук оригінальної української лексики, який з високою художньою досконалістю відтворив шедеври світової літератури та залишив велику і різноманітну спадщину.
Монету введено в обіг 17 грудня 2019 року. Вона належить до серії «Видатні особистості України».

## Опис та характеристики монети
| Номінал грн. | Метал      | Маса, грам | Діаметр, мм. | Якість виготовлення       | Гурт     | Тираж, штук |
| ------------ | ---------- | ---------- | ------------ | ------------------------- | -------- | ----------- |
| 2            | нейзильбер | 12,8       | 31           | спеціальний анциркулейтед | рифлений | 35 000      |

### Аверс

Микола Лукаш

На аверсі монети розміщено: угорі — малий Державний Герб України, праворуч та ліворуч від якого зазначені цифри «20 19», під гербом напис «УКРАЇНА»; унизу номінал — «2»; стилізовану композицію, що символізує книгу перекладів Миколи Лукаша — ліворуч на матовому тлі зазначені автори: «GOETHE/FLAUBERT/SCHILLER/RILKE HEINE/CERVANTES/BURNS TUWIM/HUGO VERLAINE/BOCCACCIO/MICKIEWICZ», праворуч, на дзеркальному тлі — «ҐЕТЕ/ФЛОБЕР/ШИЛЛЕР/ГЕЙНЕ РІЛЬКЕ/СЕРВАНТЕС/ТУВІМ БЕРНС/ВЕРЛЕН ГЮГО /БОККАЧЧО/МІЦКЕВИЧ». Праворуч на дзеркальному тлі розміщено логотип Банкнотно-монетного двору Національного банку України.

### Реверс
На реверсі монети зображено портрет Миколи Лукаша, ліворуч від якого на дзеркальному тлі зазначено роки життя у два рядки «1919/1988»; праворуч вертикальні написи: «МИКОЛА/ЛУКАШ».

## Автори
- Художники: Таран Володимир, Харук Олександр, Харук Сергій.
- Скульптори: Атаманчук Володимир, Андріянов Віталій.

## Вартість монети
Під час введення монети в обіг 2019 року, Національний банк України реалізовував монету за ціною 41 гривня.
Фактична приблизна вартість монети, з роками змінювалася так:
| Рік        | 2020 | 2021 | 2022 | 2023 | 2024 | 2025 |
| ---------- | ---- | ---- | ---- | ---- | ---- | ---- |
| Ціна, грн. | 50   | 50   | 50   | 60   | 105  | 115  |